# Passage (Rotterdam)
De Passage was een overdekte winkelgalerij tussen de Coolvest en de Korte Hoogstraat in Rotterdam. De Passage werd in 1879 in gebruik genomen naar ontwerp van J.C. van Wijk en verwoest tijdens het bombardement op 14 mei 1940.

## Omschrijving

### De Passage zelf
De Passage was gebouwd in de eclectische stijl. Het was ingericht als een lange looproute, begon bij de Korte Hoogstraat en eindigde aan de Coolvest. Deze looproute was 100 meter lang en in het midden 8 meter breed. De in-en uitgangen waren 6 meter breed en hadden een hoogteverschil van 2.86 meter. De reden voor deze ligging was omdat de wat verder liggende Hoogstraat destijds de winkelstraat van Rotterdam was, en omdat de nieuwe brug naar de Binnenweg aan de overzijde van de gracht zorgde voor de verbinding met het snel uitdijende westen van de stad. De Passage verrees op de plek waar een fraai herenhuis was gevestigd aan de Korte Hoogstraat.
Zowel de zijden van de Coolvest als de Korte Hoogstraat hadden redelijk smalle ingangen en passages, die na 37 meter in het midden breder werden. Beide ingangen hadden trappen waarin je kon afdalen naar de straat, die hier 2,86 m lager lag. Het hoogteverschil werd gebruikt voor een aparte benedenpassage, waarin oorspronkelijk een grote koofiehuiszaal, een keuken, bergplaatsen, een bierkelder met aquarium en een enorme zaal van 1800 m² waren gevestigd. Deze werden gebruikt voor tentoonstellingen of als marktplaats. Deze benedenruimte werd verlicht via een vloer van glazen tegels. Omdat de benedenverdieping nauwelijks werd bezocht, was besloten om deze verdieping later als bergruimte te gebruiken.

### Woningen
Boven de Passage waren 43 woningen in totaal gebouwd: Deels bedoeld voor de winkeliers, de overige twee woonlagen voor particulier verhuur. De woningen bestonden uit twee à drie kamers met alkoof en keuken en hadden een woonoppervlakte die tussen de 19 en 69 m² groot was. Bij vier winkels ontbrak de wooncombinatie en bij vijf winkels hoorden tot aan de kap opgaande bovenwoningen; de overige 36 woningen vormden afzonderlijke bovenhuizen, tevens ieder met twee à drie kamers en een keuken. Deze woningen waren op zo'n manier gebouwd dat ze - op verzoek - bij de winkels konden worden betrokken. Alle bovenwoningen hadden een eigen ingang naast de winkels. Deze waren te bereiken via de Passage zelf. Ten slotte bevonden zich boven de woningen nog een zolder met een venster.

### Directe omgeving
Voor de poort aan de Coolveste werden schepen gelost en vond de Scheveningsche Vischmarkt plaats, wat voor veel overlast zorgde. Aan de noordkant lagen nog onbebouwde tuinen, met onder meer een bedeellokaal van Maria Catharina van Dooren's Vrouwengesticht van Weldadigheid en opslag van bouwmaterialen op de plek waar vanaf 1882 uiteindelijk het Erasmiaans Gymnasium zou worden gebouwd. Aan de zuidzijde was een doodlopend steegje, wat ook voor problemen zorgde.

### Inrichting
Aan de Coolsingelzijde (voorheen de Coolvest) was een luxueuze badinrichting met onder andere stoom-, elektrische en regenbaden. De bouw van de Passage was zeer modern voor de tijd: Het had een uitgebreid ventilatie- en koelsysteem en ook werd gebruik gemaakt van bimsbeton (een licht vulkanisch materiaal) voor de binnenmuren - een unicum voor die periode. Verder werden het casco van het gebouw bakstenen toegepast in combinatie met houten balklagen en gietijzeren draagkolommen. In de avond werden de winkels verlicht door gaslampen en scheen er zonlicht door de glazen koepel op het dak, die zich bevond op 20 meter hoogte. Er werd ook een periode gebruik gemaakt van elektrische verlichting (tussen 1882 en 1892) maar daar kwam een einde aan toen het niet rendabel genoeg meer was.

## Geschiedenis

### De Passage voor de Tweede Wereldoorlog
Vanaf het eind van de achttiende eeuw was de passage als winkeltypologie in opkomst in Europa. Onder andere geïnspireerd door de passages in Parijs en Brussel nam architect J.C. van Wijk het initiatief tot de eerste overdekte winkelpassage in Nederland.
Op 29 september 1877 of kort daarna, kwam er een brief van Martinus Hakkert en Jan Christiaan van Wijk bij het stadhuis van Rotterdam binnen. Hierin stond dat zij - onder de firma M. Hakkert Comp. - de huizennummers 11 en 13 aan de Korte Hoogstraat hadden opgekocht. Deze huizen liepen door tot aan de Coolvest (later de Coolsingel) en de Boymansstraat. Hun plan was om de huizen te slopen en van het terrein een overdekte passage te maken, die de Korte Hoogstraat met de Coolvest zou verbinden. In deze passage zouden allerlei winkels komen, zoals bloemen- en groentezaken. De passage zou een oppervlakte van 1200 m² en ingangen aan de Coolvest en Boymansstraat krijgen. De reden voor de aanleg van deze passage volgens de heren was om deze gedeeltes van de stad te verfraaien.
Als reactie op deze brief keurde de hoofdinspecteur voor het bouwen in eerste instantie af. De reden hiervoor was omdat de straat niet voldeed aan de voorschriften van destijds, namelijk dat een straat minimaal 10 meter breed moest zijn en er licht en lucht moest zijn. De initiatiefnemers waren geschrokken van het besluit en haastten zich om hun plan uit te leggen. Hun plan was niet om twee rijen woon- en winkelhuizen met de voorgevels tegenover elkaar te bouwen, maar juist één groot gebouw waar de ingangen aan de Korte Hoogstraat en de Coolvest zouden komen te liggen. De volgende dag was het plan goedgekeurd en kregen ze alsnog hun vergunning.
De bouw van de Passage was begonnen in augustus 1878 en ruim een jaar later, op 15 oktober 1879, was de eerste passage van Nederland geopend door burgemeester Joost van Vollenhoven. Hoewel de Rotterdamse bevolking eerst skeptisch reageerde op de Passage, waren zij al snel opgetogen en onder de indruk van het gebouw na een bezoek. Vooral de indruk dat er een ovale straat voor hen lag vanwege de verbreding in het midden en versmalling richting de uitgang, was iets wat velen nog nooit eerder hadden gezien.
Bij de opening in 1879 bestond de Passage uit twee niveaus - de begane grond en een benedenpassage. In de benedenverdieping zat echter te weinig 'loop' en later was deze ruimte tot berging gemaakt.
In 1881 werden de eerste proeven met elektrische verlichting uitgevoerd in het gebouw en in 1883 was de Passage het eerste gebouw in Rotterdam dat - hetzij tijdelijk - elektrisch werd verlicht. Dit werd gedaan door de eerste elektriciteitskabel in Nederland, die was aangelegd aan de openbare straat. Hieruit kwam de stroom van een 160 meter zuidelijker gelegen centrale aan de Baan 32/34. De centrale bleek in 1892 niet langer rendabel, waardoor een einde kwam aan de elektrische verlichting.
Het grootste kapitaal voor de onderneming was afkomstig van F.A. Vriese uit Amsterdam, die tot 1884 ook eigenaar was van de Rotterdamse Passage. In datzelfde jaar werd het bouwwerk en de verhuur ondergebracht bij de N.V. Passagemaatschappij.
Sinds 1905 was hier een badinrichting gevestigd, die onder meer door de mariniers van het Oostplein werd bezocht.
Tijdens de economische crisis in de dertiger jaren hadden de winkels in de Passage veel last van teruglopende inkomsten. Ook de exploitant van de Passage had het moeilijk, waardoor hij uiteindelijk besloot om op beide ingangen van het gebouw reclame te plaatsen.

### De Passage tijdens het bombardement
De Passage, evenals de omringende bebouwing, werd op 14 mei 1940 tijdens het bombardement op Rotterdam nagenoeg volledig verwoest. Het gebouw vloog in brand toen de explosieven en brandbommen het raakte, waardoor de Passage bijna helemaal afbrandde en daarna instortte. Dit gebeurde omdat de brand de muren en stabiliteit van het gebouw ernstig hadden verzwakt. Hierdoor was de bovenkant van de Passage nu zichtbaar geworden.
De kelder werd na het bombardement nog steeds als badinrichting gebruikt. Aan aan de Coolsingelzijde (de oorspronkelijke achteringang) kwam een gevel met noodwinkels waarin de Duitse troepen zich terugtrokken tegen het einde van de oorlog.

### De Passage na de Tweede Wereldoorlog
Hoewel er in zowel het opbouwplan van Willem Gerrit Witteveen (het Plan Witteveen) als die van Cornelis van Traa (het Basisplan) over het creëren van een nieuwe passage, waren er problemen bij de planvorming. Als gevolg hiervan was besloten dat de Passage niet opnieuw zou worden opgebouwd en werd de Passagemaatschappij op 27 december 1948 opgeheven.
Na de oorlog kwam aan de noodwinkels, evenals de hoop op een terugkeer van de Passage op zijn originele locatie, een einde toen kledingbedrijf C&A besloot om een nieuw gebouw op de oude locatie van de Passage te bouwen.

## Literatuur

Fotogalerij
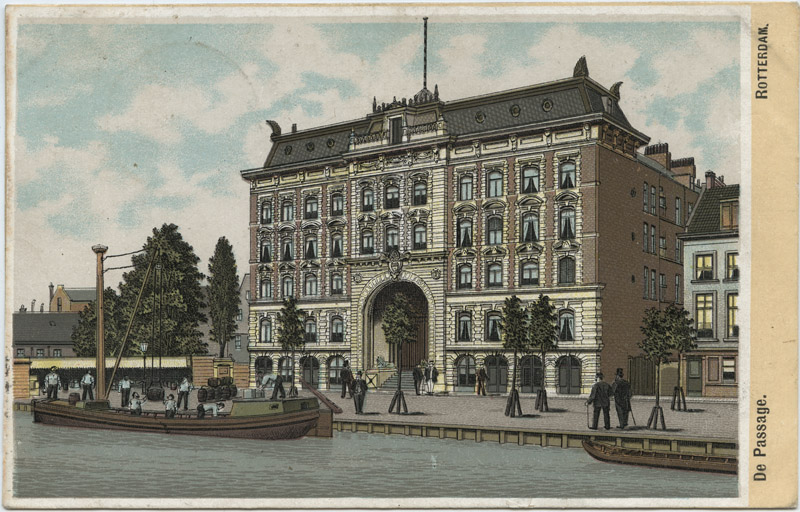
De Passage bij de Coolsingel nog voor die was gedempt in 1900.
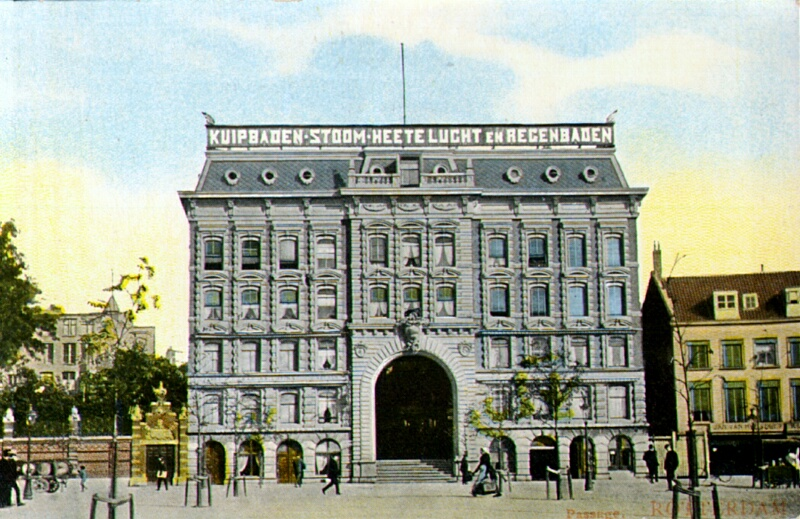
De ingang van de Passage na de demping in 1905.
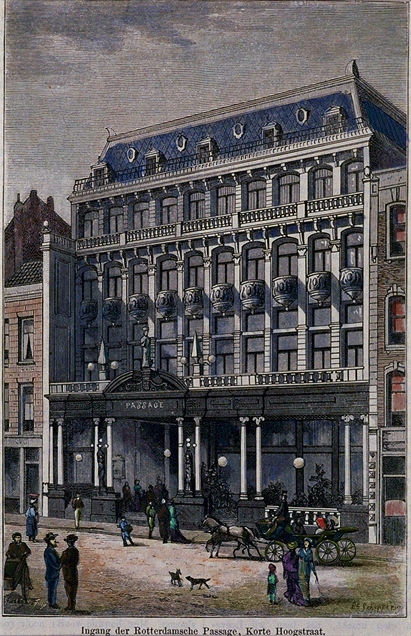
De ingang van de Passage bij de Korte Hoogstraat, 1886 - 1890.
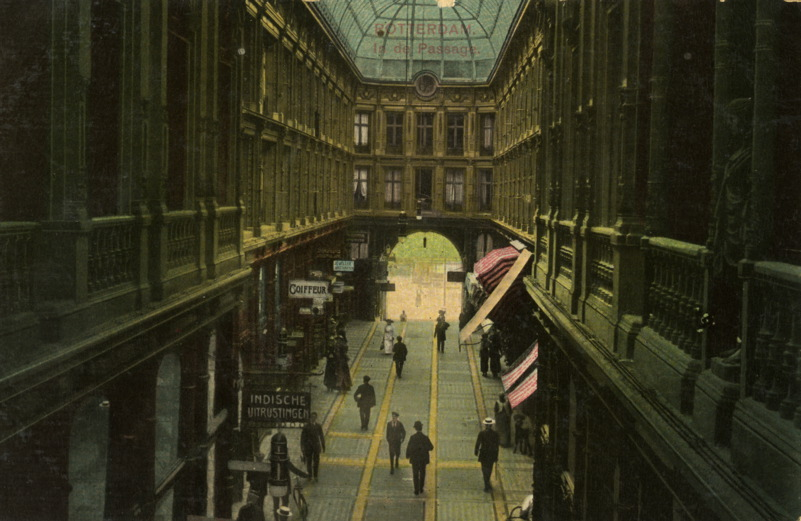
De binnenkant van de Passage gezien vanaf de Korte Hoogstraat richting de Coolsingel, 1910.
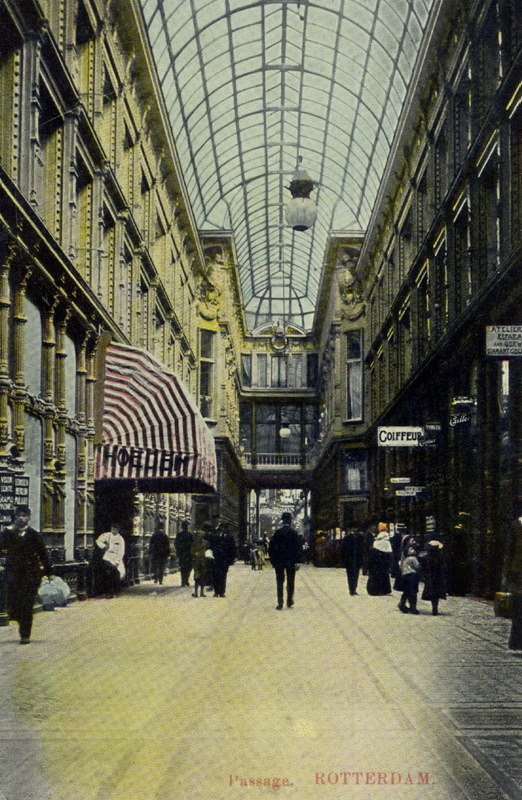
De binnenkant van de Passage gezien vanaf de Coolsingel richting de Korte Hoogstraat, 1910.
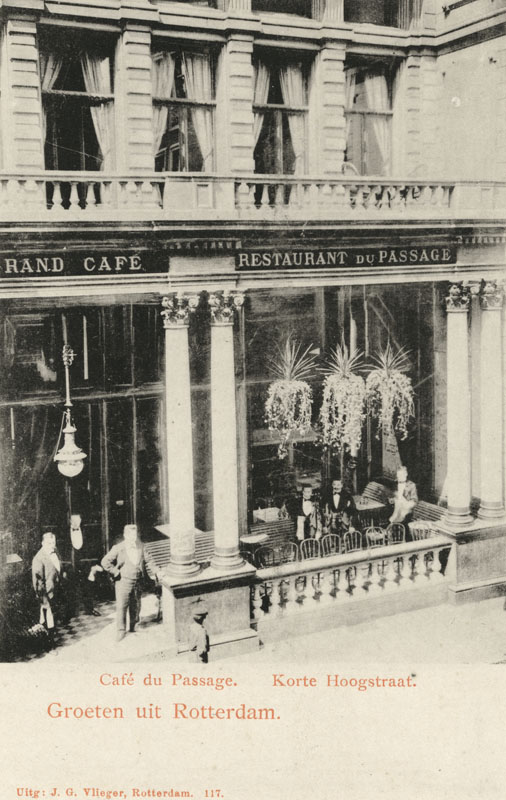
Een van de café-restaurants in de Passage. Dit is Café du Passage in 1909.
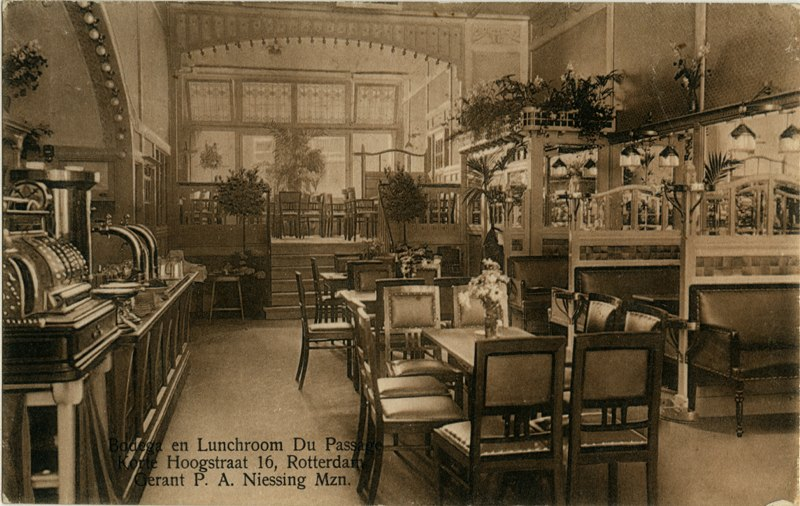
Het interieur van Café du Passage in 1913-1917.
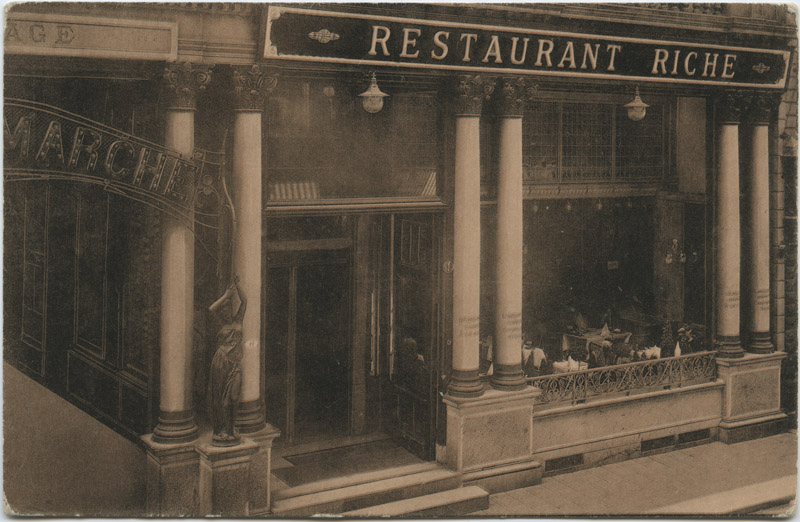
Een van de café-restaurants in de Passage. Dit is Restaurant Riche in 1913-1915.
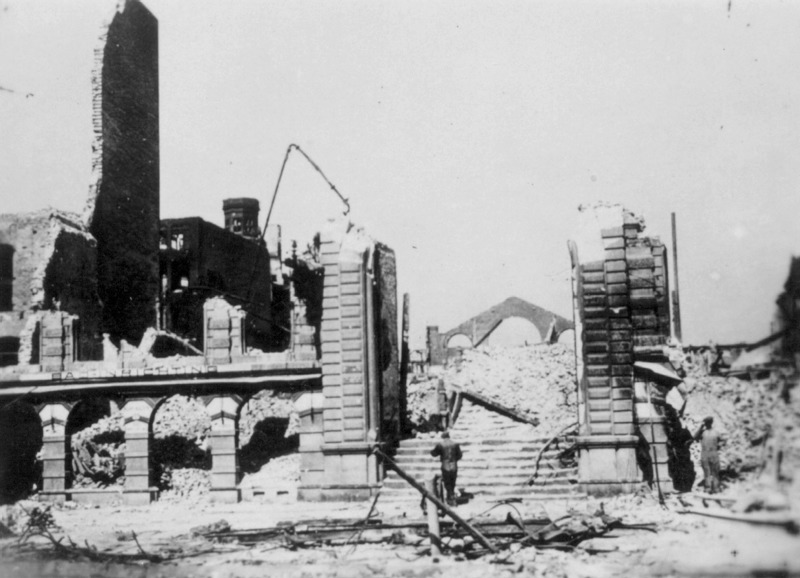
Restanten van de Passage aan de Coolsingel na het bombardement van 1940.